# Zrubárka
Zrubárka je přírodní památka v katastrálním území obce Jablonica v okrese Senica v Trnavském kraji na Slovensku Území bylo vyhlášeno v roce 1993 a jeho rozloha je 13,25 hektaru. Předmětem ochrany je přirozený vývěr podzemních vod v Malých Karpatech.